# Barco (Cazzago San Martino)
Barco (Barch in dialetto bresciano) è una frazione del comune bresciano di Cazzago San Martino.

## Geografia fisica
Il territorio è pianeggiante, mentre l'abitato è circondato da campi e vigneti.

## Storia
Il nome deriva dai fabbricati che i pastori utilizzavano per dormire e riparare il pascolo.
Il primo vero insediamento si trova al centro del paese chiamato la "colombera" che era un'antica cascina. Agli inizi del Novecento intorno alla cascina iniziale si sviluppò il centro abitato che raggiunse, nei sessant'anni successivi, i 700-800 abitanti.

## Religione
Dal punto di vista organizzativo, il paese risulta diviso tra due parrocchie della Diocesi di Brescia: quella di Cazzago San Martino e quella di Bornato.